# NGC 6684A
NGC 6684A في الفهرس العام الجديد، هي مجرة، تقع في كوكبة الطاووس. اكتشفت بواسطة جون هيرشل.

## روابط خارجية
- NGC 6684A على موقع ويكي سكاي: DSS2, SDSS, GALEX, IRAS, Hydrogen α, X-Ray, Astrophoto, Sky Map, Articles and images